# 伊拉克戰爭調查

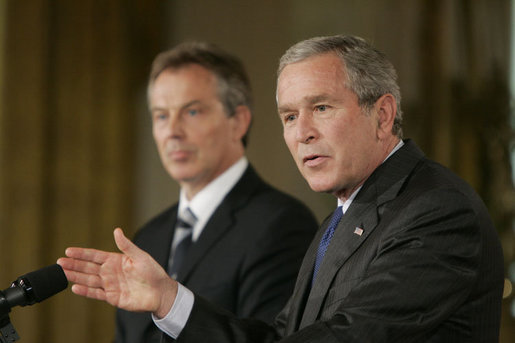
貝理雅及喬治·獲嘉·布殊

伊拉克戰爭調查（英語：Iraq Inquiry），因其主席約翰·齊爾考特亦稱為「齊爾考特調查」（Chilcot Inquiry），是一個目的為調查英國在伊拉克戰爭扮演之角色的英國政府調查。該調查於2007年由時任首相白高敦宣佈展開，在2016年由齊爾考特發表公開聲明及報告。
該調查是由一群英國樞密院成員組成的調查委員會進行。委員會被委託調查的範圍廣闊，以檢視英國於2001至2009年間介入伊拉克的行動。調查範圍包括伊拉克戰爭的前奏、英國的軍事行動及戰爭的後果，以確立當時作出決定的過程、確定當時發生了什麼以及找出當中任何經驗或教訓，以確保英國政府在往後遇到相似的情況時，能以最有效及以最合符國家利益下作出回應。調查的公聽部分於2009年11月24日開始，於2011年2月2日完結。
2012年，英國政府否決向調查委員會提供在2003年進攻伊拉克前數天的內閣會議會議紀錄。同時，外交及聯邦事務部上訴成功，推翻了先前一名法官的判決，成功阻止向調查透露在進攻前數天貝理雅和喬治·獲嘉·布殊對話的內容。政府指，如果透露這些對話的內容會「嚴重危害」英美關係。調查報告原訂於2014年向公眾公開，但是由於美國國務院不同意公佈報告，英美雙方所以需要進行談判。
2015年5月，索爾泰爾華萊士男爵代表政府指出，於下一屆英國大選前數個月發表報告「不適宜」。2015年8月，由於英國法律訂明在報告最終完成前，報告中被批評者必需有機會對草案發表意見，所以報告的發佈日期再次被押後至2016年。2015年10月，約翰·齊爾考特致函時任英揆大衛·金馬倫，宣佈報告將於2016年4月完成，並建議於2016年7月公開。
2016年7月6日，調查委員會主席約翰·齊爾考特發佈調查報告，距宣佈開始調查超過七年，報告常被英文媒體稱為「齊爾考特報告」（Chilcot report）。報告內容則指出當時薩達姆·侯賽因對英國利益並無造成迫切的威脅、英國情報部門當時並不確定伊拉克擁有大規模殺傷性武器、英國政府當時仍未用盡戰爭以外和平解決的方法、英美兩國削弱了聯合國安全理事會的權威、當時尋找法律依據進攻伊拉克的過程「強差人意」，以及於2003年並無必要發動戰爭。該報告以Open Government Licence下授權發佈。

## 外部連結
- 官方网站（英文）
  - 下載列表（英文）
  - 執行摘要（英文）
- 可搜尋文字版（英文）